# Hutto (Teksas)
Hutto je grad u američkoj saveznoj državi Teksas. Prema popisu stanovništva iz 2010. u njemu je živjelo 14.698 stanovnika.